# Jerry Orbach
Jerry Orbach   (Nova York, 20 d'octubre de 1935 - Nova York, 28 de desembre de 2004) va ser un actor i cantant nord-americà, descrit en el moment de la seva mort com «un dels darrers homes de bona fe del musical de Broadway i celebritats mundials a la televisió». i un «actor versàtil d'escena i cinema».
Va començar la carrera professional a l'escenari de Nova York, tant dins com fora de Broadway. Hi va crear papers com El Gallo a la sèrie original de The Fantasticks (1960) i es va ser el primer intèrpret a cantar l'estàndard «Try to Remember», Billy Flynn a l'original Chicago (1975-1977), i Julian Marsh al 42nd Street (1980-1985). Nominat a diversos premis Tony, Orbach en va guanyar un per la seva interpretació com a Chuck Baxter a Promises, promises (1968–1972).
Més tard en la seva carrera, va interpretar papers secundaris en films com Prince of the City (1981), Dirty Dancing (1987), Delictes i faltes (1989) i a La bella i la bèstia (1991) dels estudis Disney. A la televisió, incloent-hi un paper recurrent a la sèrie «S'ha escrit un crim» en el paper del detectiu privat Harry McGraw, entre el 1985 i el 1991. Va ser la veu de Zachary Foxx a Els Guardians de la Galàxia el 1986. Tot i això, va guanyar fama mundial pel seu paper protagonista de detectiu Lennie Briscoe de la policia de Nova York (NCPD) a la sèrie original Law & Order del 1992 al 2004.